# El candidato (historieta)
El candidato es una historieta de 1989 escrita por el guionista y dibujante de cómics español Francisco Ibáñez y dibujada por Juan Manuel Muñoz perteneciente a la serie Mortadelo y Filemón.

## Sinopsis
Llegan las elecciones generales y el superintendente Vicente tiene la intención de presentarse. Mortadelo y Filemón le ayudarán a realizar la campaña electoral y a vigilar los movimientos de su rival Marcelino Cascajo. Al final las elecciones dan una victoria aplastante de Cascajo, que recibe todos los votos emitidos con la sola excepción del voto del Súper (esto es, Marcelino Cascajo resulta votado, incluso, por Mortadelo y Filemón).